# Коллуф
Коллуф (др.-греч. Κόλλουθος, Κόλουθος) — греческий поэт из Ликополиса (Египта) конца V — начала VI века.
Автор небольшой поэмы «Похищение Елены» (Ἁρπαγὴ τῆς Ἑλένης), найденной в 1430 Виссарионом Никейским и изданной позже Альдом Мануцием и Генрихом Стефаном. Сочинения Коллуфа «Kαλυδονιακά», «Περσικά» и другие не сохранились. Ряд изданий «Похищения Елены» был предпринят в XIX веке, к настоящему времени наиболее авторитетным научным изданием является издание 1968 г., подготовленное Энрико Ливреа.